# Bactericera dorsalis
Bactericera dorsalis är en insektsart som först beskrevs av Crawford 1914.  Bactericera dorsalis ingår i släktet Bactericera och familjen spetsbladloppor. Inga underarter finns listade i Catalogue of Life.